# Coroa mural

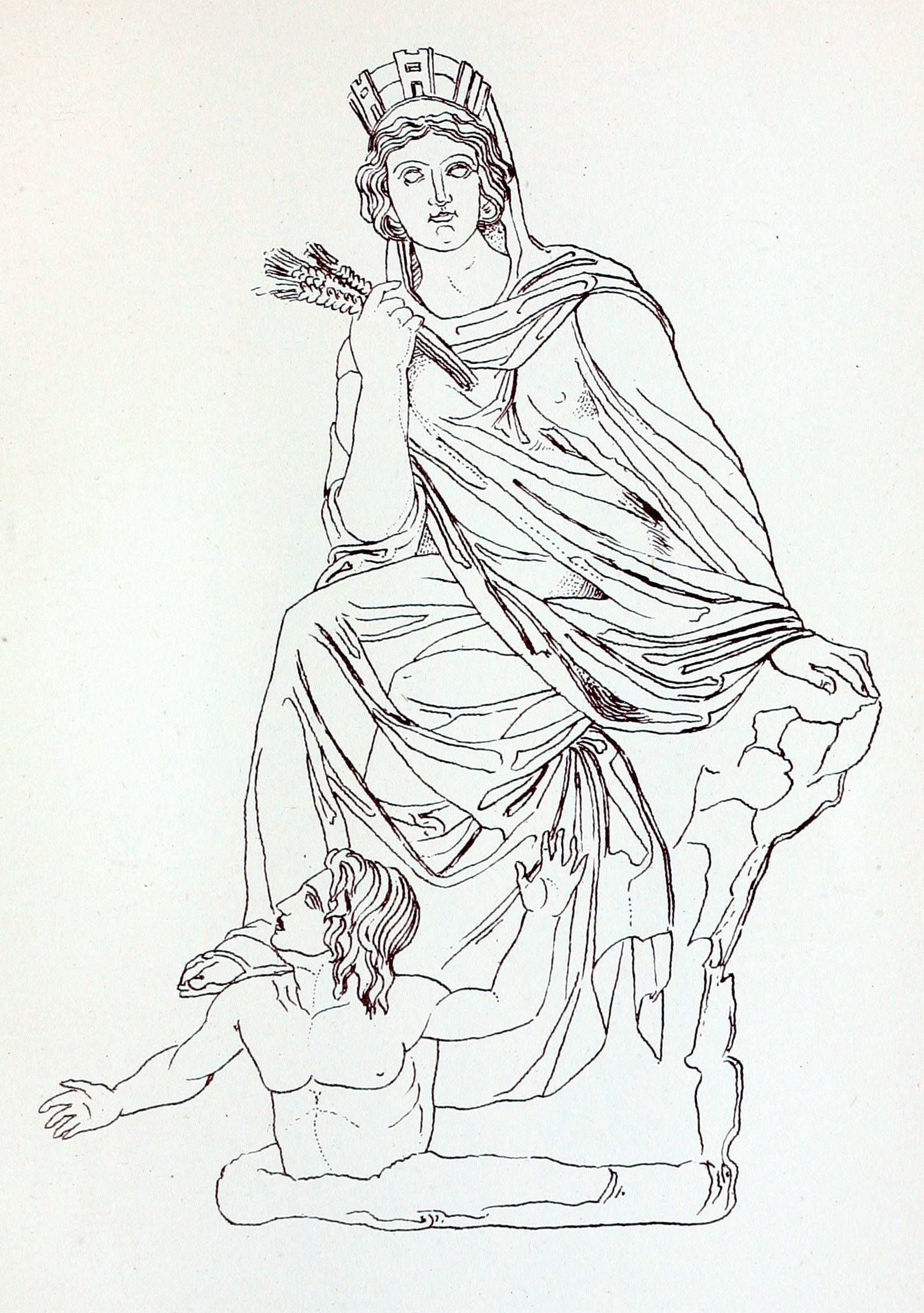
Antioquia vestindo uma coroa mural, por Eutiquides.

A coroa mural foi uma antiga condecoração militar romana, que mais tarde se tornou um elemento heráldico. Principal peça heráldica na identificação de um brasão de armas de localidade, através dela podemos confirmar as categorias político-administrativas das localidades, isto é se a localidade é capital federal, capital, cidade, vila, aldeia ou povoado.
Na cultura helenística, uma coroa mural identificava a deusa Tique, a encarnação da fortuna de uma cidade, conhecida pelos romanos como Fortuna. Os polos ou a touca cilíndrica alta de Cibele também poderiam ser moldados como uma coroa mural nos tempos helenísticos, especificamente para designar a deusa-mãe como patrona da cidade.
Posteriormente, a coroa mural se tornou uma importante condecoração militar na Roma Antiga. A corona muralis (latim para "coroa mural") era uma coroa dourada ou um círculo de ouro entregue ao primeiro soldado que escalasse o muro ou fortaleza e colocasse o estandarte na cidade invadida. A coroa mural romana era feita de ouro, e decorada com torreões, como é encontrada na versão heráldica. Sendo uma das mais altas condecorações militares, ela não era entregue ao reivindicador sem antes passar por uma rigorosa investigação.

## Coroa Mural versus Coronel
A diadema, coroa ou coronel é uma pequena coroa com ornamentos fixados em um anel de metal, preenchidos com pedras preciosas. Ao contrário de uma coroa, o coronel nunca é representado com arcos.
A palavra deriva do francês antigo coronete, sendo um diminutivo de co(u)Ronne(coroa), que por sua vez deriva do latim Corona.
Tradicionalmente, o coronel, em alemão Adelskrone (literalmente "coroa de nobreza" ou "coronel de nobreza") é utilizado por nobres e príncipes em seus brasões de armas, e não por monarcas, para quem a palavra habitualmente utilizada é Coroa. A exceção de uma coroa, o coronel mostra a posição nobiliárquica do detentor. Da mesma forma, em alemão há o termo Rangkrone.
Existem coroas para distinguir a posição das divisões administrativas de alguns países, tendo a designação de coroas murais.
No Brasil e em diferentes países utilizam-se de coronéis em brasões de armas de localidades, isto é, como se coroa mural fossem.
Vejamos alguns Municípios brasileiros que utilizam um coronel e não uma coroa mural, em seus brasões: Oiapoque, Coari, Colônia Leopoldina, Penedo, Porto Real do Colégio.
Existem ainda em alguns brasões de armas de localidades os que combinam coroa mural e coronel, a exemplo do Município de Palmital.
E os que combinam uma coroa mural e com virol ou coroa de cavaleiro: Macuco, Paty do Alferes, Pinheiral, Porto Real, São José de Ubá.

### Príncipe e nobres
| País            | Príncipe | Duque | Marquês | Conde | Visconde | Barão | Cavaleiro |
| Brasil          |          |       |         |       |          |       | -         |
| Portugal        |          |       |         |       |          |       |           |
| Espanha         |          |       |         |       |          |       |           |
| Reino da França |          |       |         |       |          |       |           |
| Reino de Itália |          |       |         |       |          |       |           |
| Países Baixos   |          |       |         |       |          |       |           |
| Áustria         |          |       |         |       |          |       |           |
| Bélgica         |          |       |         |       |          |       |           |
| Dinamarca       | -        | -     |         | -     | -        | -     | -         |
| Noruega         | -        | -     | -       |       | -        |       | -         |
| Reino Unido     |          |       |         |       |          |       |           |
| Suécia          | -        |       | -       |       | -        |       | -         |
| --------------- | -------- | ----- | ------- | ----- | -------- | ----- | --------- |

## Heráldica

Águia com uma coroa mural no brasão de armas da Áustria.

Coroas murais da França:
1. Capital 2. Capital de Departamento 3. Comuna

Na heráldica, a coroa mural é um ornamento externo do brasão, na forma de uma coroa modelada na forma de torres de castelos, a semelhante a condecoração romana. Ela é também utilizada para explicitar a autonomia de uma cidade ou a semiautonomia de uma vila, aldeia e povoado. De acordo com Veyrin-Forrer: "Esse uso parece não ser mais remota que os tempos de Napoleão Bonaparte , que de acordo com a coroa nomeava a cidades como de primeira ou segunda ordem. Segundo O. Neubecker, a coroa mural passou a ser utilizada como símbolo heráldico de cidades autônomas a partir do século XVIII. (Grand livre de l'Héraldique, p.246). Em diversos países, as coroas murais tomaram diferentes cores e aspectos dependendo do significado da cidade.

### França
No sistema heráldico desenvolvido por Napoleão, a coroa mural consistia de uma muralha acastelada com sete torres de ouro, para as cidades de primeira ordem (bonne ville), e com cinco torres de prata, para cidades de segunda ordem .
Atualmente na França, as torres podem ser abertas e a fachada é geralmente composta no estilo de pedras. A cor pode ser dourada ou prateada. O número de torres é geralmente três para comunas simples, quatro para a capital de um departamento e cinco para a capital.
Em países onde o regime monárquico foi substituída pela República, tornou-se comum a substituição das coroas reais, em brasões de armas públicos, por coroas murais, a exemplo da substituição da coroa ducal no brasão de armas de Coimbra. De modo análogo, após a dissolução do Império Austro-Húngaro no final da Primeira Guerra Mundial, a águia de cabeça única do brasão da República da Áustria passou a utilizar um mural ao invés da coroa real que adornava a águia bicéfala do brasão original.

### Itália
Na Itália, as comunas possuem coroas murais em seus brasões de armas, geralmente douradas com cinco torres para as cidades e prateado com nove torres para as demais; algumas províncias e unidades militares também usam-na.

Coroa mural para províncias italianas
Coroa mural geralmente utilizada pelas cidades italianas
Coroa mural geralmente utilizada pelas comunas italianas

### Portugal
Atualmente, a heráldica das autarquias portuguesas é regulamentada pela Lei n.º 53 de 1991, que, com algumas alterações, manteve as regras básicas que já haviam sido definidas por despacho do Ministério do Interior, de 14 de Abril de 1930. A Exceção de Caldas da Rainha que em seu brasão há um Coronel de duque.
O Artigo 13.º dessa lei define a apresentação e disposição das coroas murais nos brasões:

Artigo 13.º

Coroas

1. A coroa é mural nas armas das autarquias locais e cívica nas armas das pessoas colectivas de utilidade pública administrativa.
2. A coroa mural obedece às características seguintes:
1. Para as regiões administrativas, é de ouro, com cinco torres aparentes, tendo entre estas escudetes de azul, carregados de cinco besantes de prata;
2. Para a cidade de Lisboa, por ser a capital do País, é de ouro com cinco torres aparentes;
3. Para os municípios com sede em cidade é de prata com cinco torres aparentes;
4. Para os municípios com sede em vila é prata com quatro torres aparentes;
5. Para as freguesias com sede em vila é de prata com quatro torres aparentes, sendo a primeira e a quarta mais pequenas que as restantes;
6. Para as freguesias com sede em povoação simples é de prata com três torres aparentes;
7. Para as vilas que não são sede de autarquia é de prata com quatro torres aparentes, todas de pequena dimensão.
3. A coroa cívica é formada por um aro liso, contido por duas virolas, tudo de prata e encimado por três ramos aparentes de carvalho de ouro, frutados do mesmo.

Coroa mural de cinco torres de ouro, privativa de Lisboa, indicando município com sede na cidade capital
Coroa mural de cinco torres de prata, indicando município com sede em cidade. Como a lei não define um modelo de torre específico das freguesias com sede em cidade, na prática, este tipo de torre é usado, também para este fim.
Coroa mural de quatro torres de prata, indicando município com sede em vila
Coroa mural de quatro torres de prata, indicando freguesia com sede em vila. Na prática, contrariamente ao definido na Lei, têm sido aplicadas com a primeira e quarta torres do mesmo tamanho das outras.
Coroa mural de três torres de prata, indicando freguesia com sede em povoação simples. Na prática, também aplicada às freguesias urbanas de certas cidades.
Coroa mural de cinco torres de ouro, com escudetes de Quina entre cada torre, indicando uma região administrativa. Devido às regiões ainda não terem sido implementadas, a coroa não é utilizada.

### Espanha
A Heráldica Municipal da Espanha estuda as características e história das armas e composições heráldicas que diferencia municípios e entidades locais espanholas. As Comunidades Autónomas da Espanha como Andaluzia, Catalunha, Extremadura, Navarra possuem suas regras próprias para a heráldica municipal.

#### Catalunha

Coroas murais da Catalunha

As coroas murais das disputações, comarcas, cidades, vilas e povoados estão regulamentadas pela Generalitat de Catalunya de acordo com a SCGHSVN, mediante ao Decreto 263/1991, posteriormente outorgado e substituído pelo Decreto 139/2007, que regula a denominação, os símbolos e os registros dos entes locais da Catalunha, publicado em 28 de junho de 2007.
De acordo com a Introdução geral a heráldica cívica, as coroas murais da Catalunha podem ser:
- Vegueria (ou diputação): possui uma muralha sem portas, com dezesseis torres (de onde se veem nove) unidas até a metade de suas altura por um muro sem fendas e sem merlões.

- Comarca: possui uma muralha sem portas composta por doze torres (das quais se veem sete) unidas até a metade de sua altura e unidas por um muro sem merlão.

- Cidade: possui uma muralha mas com dez portas (das quais se veem cinco), realçado por oito torres (se veem cinco) unidas até a metade de sua altura por um muro sem merlões, com uma guarita de prata no meio da parte superior.

- Vila: a fachada da muralha é fechada por oito portas (das quais se veem quatro) e também outro torres (se veem cinco) unidas por um muro sem merlão e sem guaritas.

- Povoado: é como o da vila, mas com apenas quatro portas e torres (das quais se veem três apenas).

- A coroa mural genérica está baseada nos exemplares nas que se especifica seu tipo. Mostra uma muralha fechada por oito portas (quatro visíveis) e sete janelas (três visíveis), realçado por oito torres (se veem quatro), unidas até a metade de sua altura por um muro com merlões.

### Brasil

Alguns Tipos de Coroas Murais Identificadas no Brasil:
1. Aldeia 2. Vila 3. Cidade 4. Capital de Estado

Brasão de Curitiba com uma coroa mural de cinco torres

No Brasil, durante o período da Colônia (1500 a 1822), apenas quinze brasões de armas (brasões domiciliares) foram entregues às cidades e capitanias reais, sendo seis concedidas pelos portugueses e nove pelos holandeses.
As Capitanias hereditárias agraciadas com brasões de armas por Maurício de Nassau foram: Igarassu, Ilha de Itamaracá, Paraíba, Pernambuco, Rio Grande do Norte, Sergipe, Serinhaém, vila de Alagoas e Porto Calvo. Nenhum destes brasões de armas trouxe em si, uma coroa mural, apenas, uma coroa dourada símbolo do domínio holandês; dos nove que receberam, apenas quatro traziam em si, a referida coroa. 
Nenhum deles fazia uso da coroa mural, apenas das coroas reais: São Luís do Maranhão (por uma coroa de duque); Itamaracá, Rio Grande do Norte, Paraíba e Pernambuco.
No período do Império (1822 a 1891), não houve a criação de novos brasões, a exceção do Distrito Federal a época (atual cidade do Rio de Janeiro) — que em versão de 1858 era encimado por uma coroa mural — e de Santos.
Com o advento da República (15 de novembro de 1891), e expansão das cidades, novos brasões de armas foram confeccionados por intelectuais como Afonso d'Escragnolle Taunay, José Wasth Rodrigues, Guilherme de Almeida, Arcinoé Antônio Peixoto e Faria, Lauro Ribeiro Escobar, entre outros.

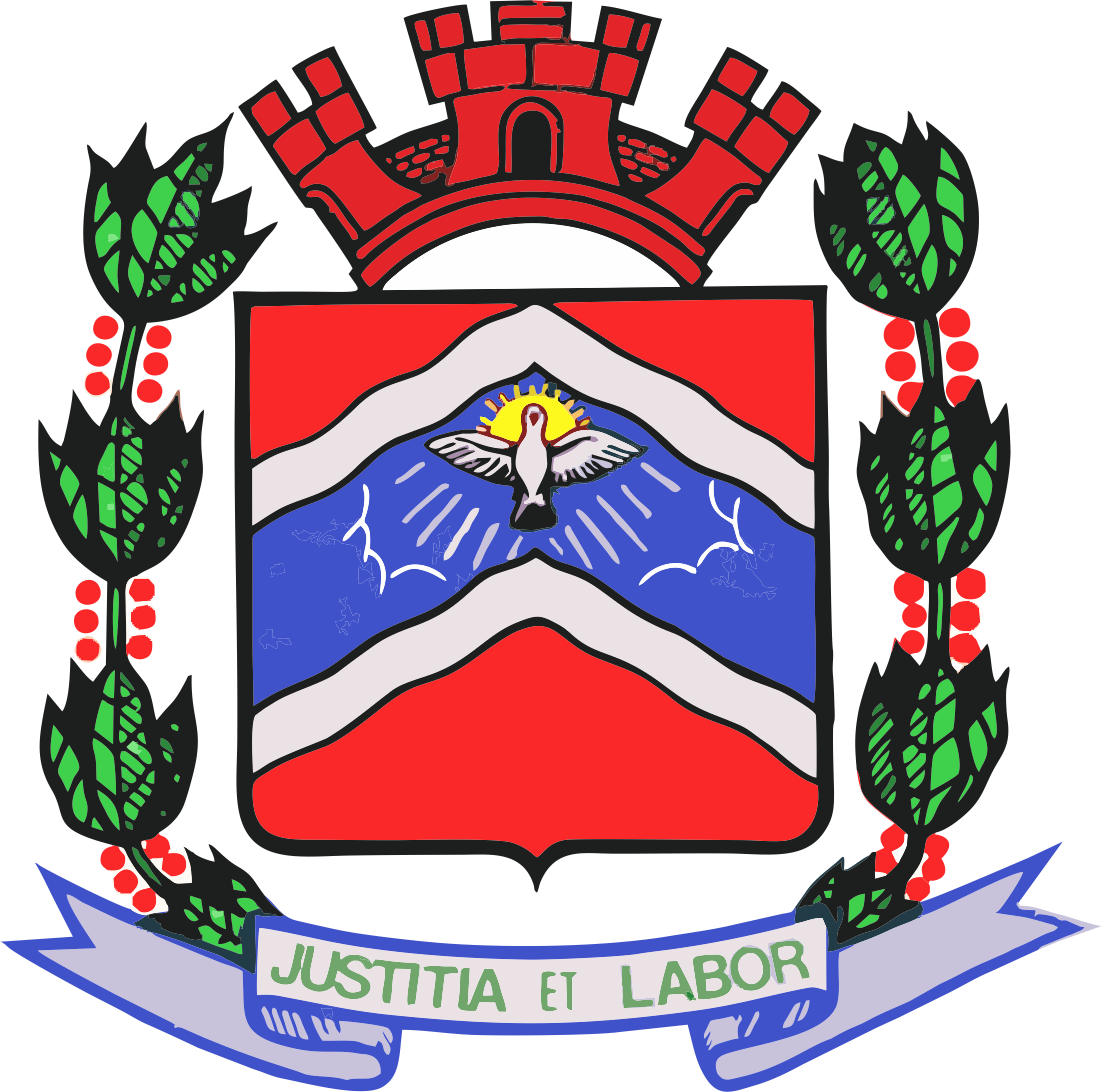
Brasão de armas do Município de Bom Sucesso, ainda mantém a coroa mural com três torres, resquício de quando ainda era Distrito, mas possui ainda uma peculiaridade: sua coroa mural é vermelha

Entre os brasões criados por eles, figuravam comumente a coroa mural com três ou quatro torres aparentes, em ouro (esta cor sendo escolhida por ser utilizada pelas cidades em primeira grandeza da heráldica francesa).
No final do século XIX e início do século XX, a coroa mural já vinha sendo usada nos brasões municipais paulista, que teve origem com a adoção do brasão de Campinas, encimado por uma coroa mural de quatro torres, em dezembro de 1889. Também em novembro de 1924, quando se deu a emancipação de Americana/SP, já haviam sido instituídos os brasões de armas de Porto Feliz e Itu, ambos com coroas murais de quatro torres.
Atualmente, os brasões mais recentes tendem a seguir o padrão heráldico estipulado em Portugal, a partir de 1930, onde as capitais possuem brasões com cinco torres em ouro, e as demais cidades possuem brasões com coroas murais de prata, com cinco torres aparentes. A coroa mural do brasão do Município de Bom Sucesso, é mantida com três torres, resquício de quando ainda era Distrito, mas possui ainda uma peculiaridade: sua coroa mural é vermelha. Alguns brasões criados no início do século XX, tal como o da cidade de São Paulo, que substituiu a coroa mural de aldeia para cidade e assim seguir esse padrão.
No entanto, como não há uma regulamentação da heráldica brasileira, encontram-se vários brasões municipais sem coroas murais ou que não seguem esse modelo português — seja no número de torres ou com esmaltes diferentes das normas heráldicas. 

#### Tabelas Demonstrativas dos Tipos de Coroas Murais Identificadas no Brasil

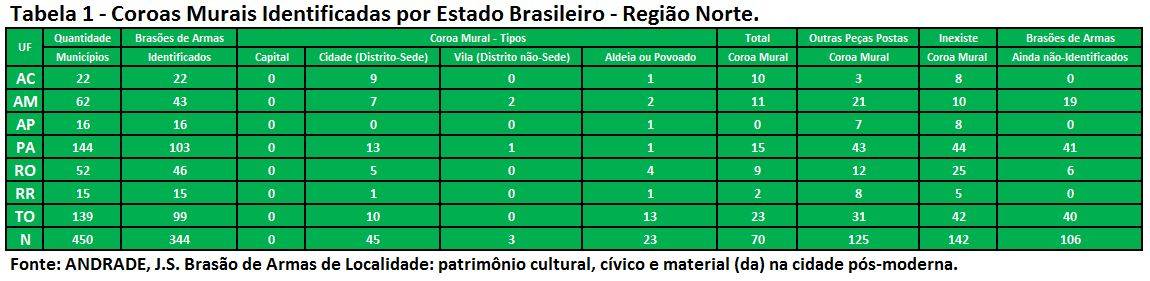
Região Norte do Brasil

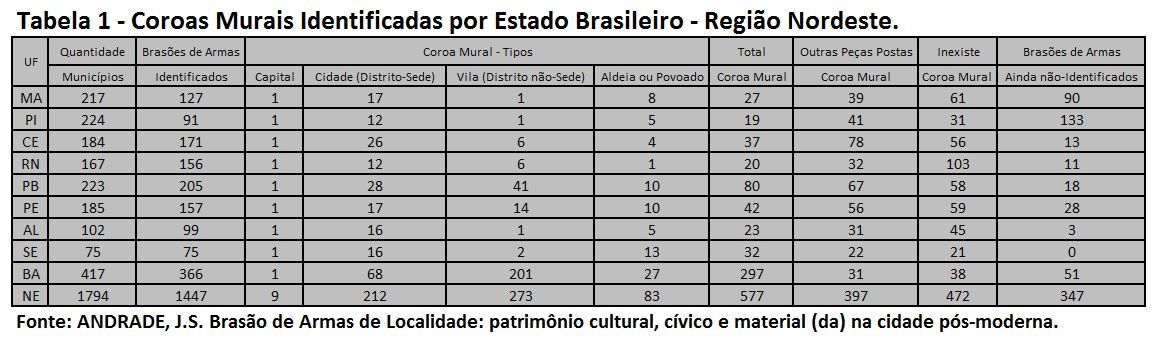
Região Nordeste do Brasil

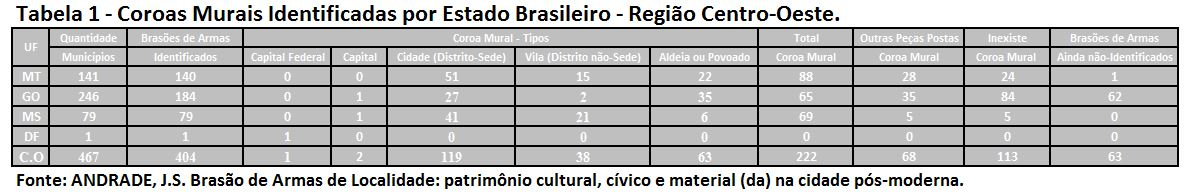
Região Centro-Oeste do Brasil

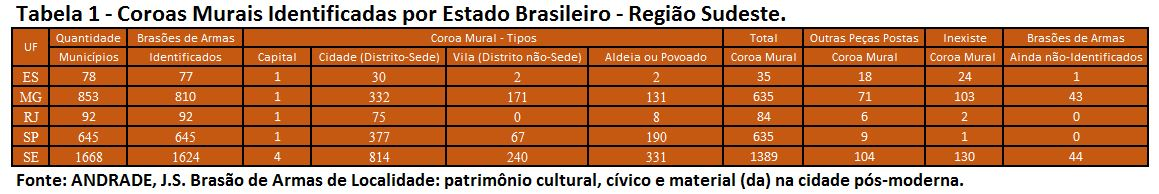
Região Sudeste do Brasil

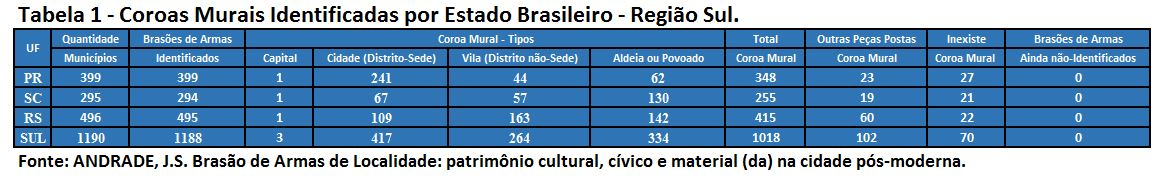
Região Sul do Brasil

### Romênia

Coroas murais da Romênia:
1. Freguesia 2. Vila 3. Cidade 4. Capital

Similarmente, os brasões municipais da Romênia possui a quantidade de torres conforme o estatus da localidade:
- 1: freguesia
- 3: município com sede em vila
- 5: município com sede em cidade
- 7: capital